# Поєнарій-Буркій
Поєнарій-Буркій (рум. Poienarii Burchii) — село у повіті Прахова в Румунії. Адміністративний центр комуни Поєнарій-Буркій.
Село розташоване на відстані 36 км на північ від Бухареста, 19 км на південь від Плоєшті, 104 км на південь від Брашова.

## Населення
За даними перепису населення 2002 року у селі проживали 1410 осіб, з них 1408 осіб (99,9%) румунів. Рідною мовою 1408 осіб (99,9%) назвали румунську.